# Puchar Australii i Nowej Zelandii w narciarstwie alpejskim mężczyzn 2021
Puchar Australii i Nowej Zelandii w narciarstwie alpejskim mężczyzn w sezonie 2021 – zawody rozgrywane pod patronatem Międzynarodowej Federacji Narciarskiej (FIS) w lecie 2021 roku. Puchar miał rozpocząć się 24 sierpnia w nowozelandzkim Coronet Peak. Ostatnie zawody obecnej edycji miały zostać rozegrane 29 sierpnia 2021 roku w tej samej miejscowości, jednak cały cykl zawodów został odwołany.

## Podium zawodów
| Lp. | Data             | Miejscowość  | Konkurencja | 1. Miejsce | 2. Miejsce | 3. Miejsce |
| --- | ---------------- | ------------ | ----------- | ---------- | ---------- | ---------- |
| 1.  | 24 sierpnia 2021 | Coronet Peak | Supergigant | Odwołano   | Odwołano   | Odwołano   |
| 2.  | 24 sierpnia 2021 | Coronet Peak | Supergigant | Odwołano   | Odwołano   | Odwołano   |
| 3.  | 25 sierpnia 2021 | Coronet Peak | Gigant      | Odwołano   | Odwołano   | Odwołano   |
| 4.  | 26 sierpnia 2021 | Coronet Peak | Gigant      | Odwołano   | Odwołano   | Odwołano   |
| 5.  | 28 sierpnia 2021 | Coronet Peak | Slalom      | Odwołano   | Odwołano   | Odwołano   |
| 6.  | 29 sierpnia 2021 | Coronet Peak | Slalom      | Odwołano   | Odwołano   | Odwołano   |